# Hoplotarache albida
Hoplotarache albida là một loài bướm đêm trong họ Noctuidae.